# Parc des Sports (Annecy)
El Parc des Sports d'Annecy és un estadi de futbol de la ciutat d'Annecy a l'Alta Savoia, França. Va ser inaugurat el 1964 i té capacitat per 15.600 espectadors. És l'estadi del club FC Annecy i de l'Évian Thonon Gaillard FC.
L'estadi va ser seu dels campionats d'atletisme de França el 1987, 1993 i 1994. A nivell internacional va ser l'escenari del Campionat Mundial Júnior d'Atletisme el 1998 i de la Copa d'Europa d'atletisme els anys 2002 i 2008.

## Imatges

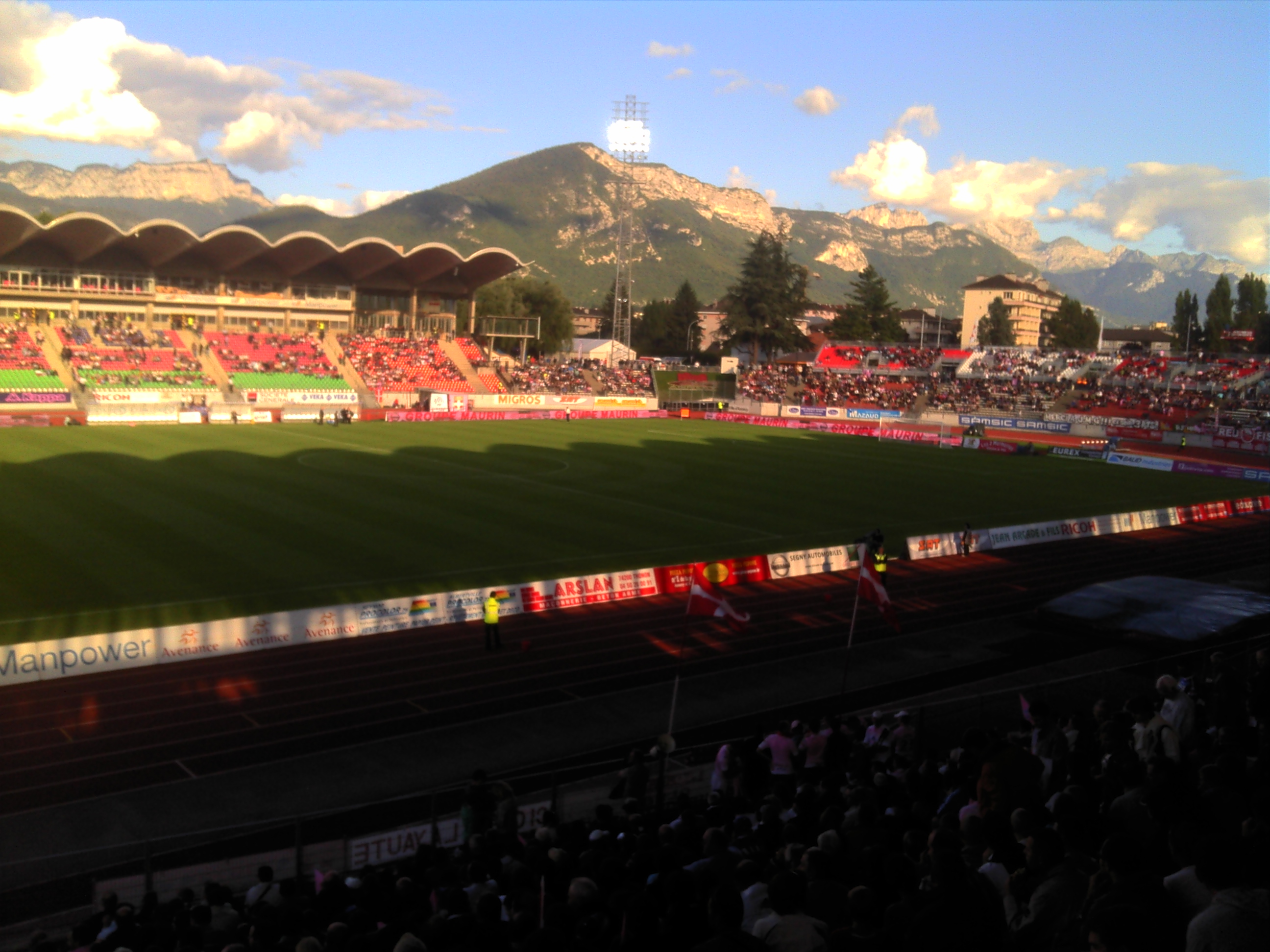
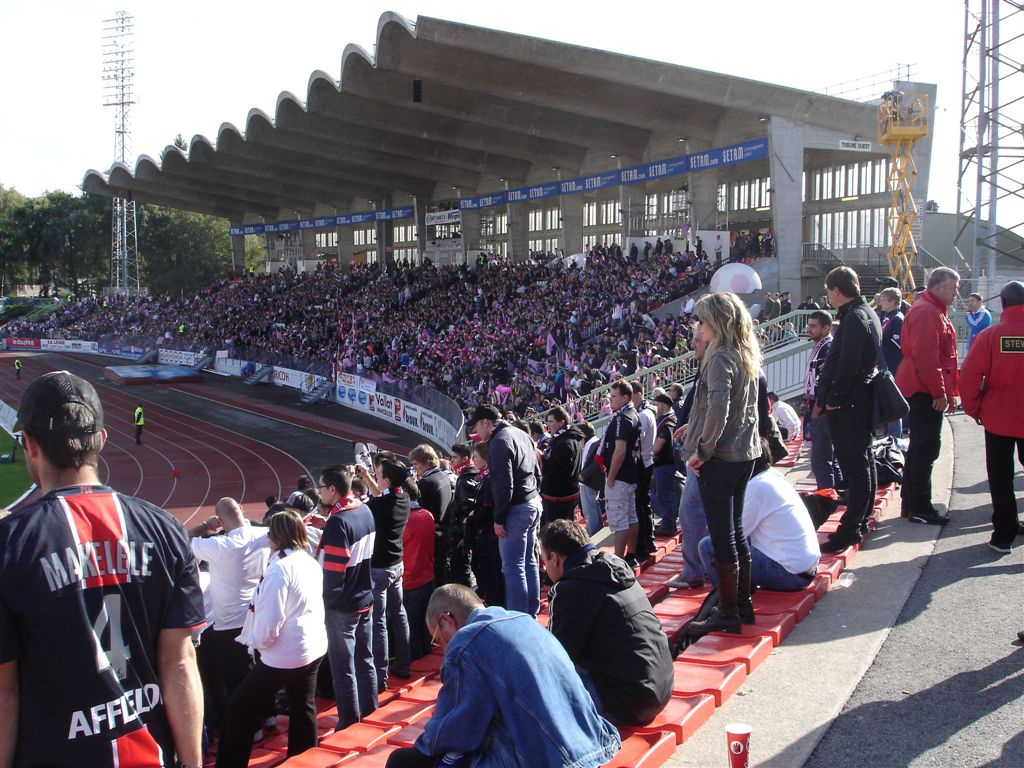